# Myristica globosa
Myristica globosa är en tvåhjärtbladig växtart. Myristica globosa ingår i släktet Myristica och familjen Myristicaceae.

## Underarter
Arten delas in i följande underarter:
- M. g. chalmersii
- M. g. globosa
- M. g. muelleri